# Christian Rivera
Christian Hernando Rivera Cuéllar (Cali, Valle del Cauca, 14 de enero de 1996) es un futbolista profesional colombiano que juega como mediocampista en el club Sport Recife de la Serie A de Brasil.  

## Carrera en clubes
Nacido en Cali, comenzó a jugar fútbol a los cuatro años en la Universidad Santiago de Cali, donde su madre trabajaba como docente. Cuando Christian Rivera cumplió nueve años, ingresó a la Escuela de fútbol Carlos Sarmiento Lora donde se formó de la mano de entrenadores como Carlos Mario Desiderio y Robinson Tamayo, dos de sus más grandes entrenadores de su etapa formativa.  En el año 2012, Rivera fue seleccionado entre tres jugadores de Sarmiento Lora, incluido el futuro compañero del primer equipo Alveiro Sánchez, para unirse al Deportivo Cali, lo cual representó un gran salto en su carrera para convertirse en jugador profesional.  Hizo su debut profesional con el Deportivo Cali el 16 de febrero de 2016 contra Fortaleza . Entró como suplente en el tiempo de descuento cuando Cali ganó 1 por 0.  A mediados de la temporada 2016, en el inicio del Torneo Finalización, Rivera se incorporó al Deportivo Pasto, debutando el 10 de julio ante Boyacá Chicó como suplente en el entretiempo de la victoria por 2 por 0. 
La siguiente temporada, el 3 de febrero de 2017, Rivera marcó su primer gol profesional con el Pasto ante el Cortuluá . Su gol en el minuto 89 fue el cuarto en la victoria por 4 por 0.  Previo a la segunda mitad de la temporada, Rivera regresó al Deportivo Cali, jugando su primer partido de esta segunda etapa el 5 de julio de 2017 ante el Cúcuta Deportivo .  El 26 de julio, Rivera anotó un doblete para Cali contra Cúcuta Deportivo en el partido de vuelta de la Copa Colombia en la victoria por 3 por 1. 
Durante la temporada 2019, Rivera terminó como máximo goleador de la Copa Colombia donde llevó al Deportivo Cali a la final ante Independiente Medellín . Además, su nivel futbolístico lo ubicó en el radar de uno de los mejores equipos del país, el Atlético Nacional, ya que el entrenador Juan Carlos Osorio comentaba esto en su presentación como Director Técnico del equipo paisa: "Cristian me parece uno de los mejores volantes mixtos del fútbol colombiano, pero me parece muy complicado sacárselo al Cali".

### Xolos de Tijuana
El 3 de enero de 2020, Rivera fichó cedido por el Tijuana de la Liga MX con opción de compra.  Hizo su debut con el club el 10 de enero de 2020 contra Santos Laguna, entrando como suplente en el minuto 58 en la victoria por 2 por 1.  Previo al Torneo Guardianes 2021, Rivera se incorporó a Tijuana de manera permanente. 

## Estadísticas de su carrera
| Club                       | Estación         | Liga             | Liga     | Liga  | Copa     | Copa  | Internacionales | Internacionales | Total    | Total |
| Club                       | Estación         | División         | Partidos | Goles | Partidos | Goles | Partidos        | Goles           | Partidos | Goles |
| -------------------------- | ---------------- | ---------------- | -------- | ----- | -------- | ----- | --------------- | --------------- | -------- | ----- |
| Deportivo Pasto · Colombia | 2016             | 1.a              | 14       | 0     | 2        | 0     |                 |                 | 16       | 0     |
| Deportivo Pasto · Colombia | 2017             | 1.a              | 18       | 2     | 4        | 0     |                 |                 | 22       | 2     |
| Deportivo Pasto · Colombia | Total            | Total            | 32       | 2     | 6        | 0     | 0               | 0               | 38       | 2     |
| Deportivo Cali · Colombia  | 2016             | 1.a              | 10       | 0     | 0        | 0     | 3               | 0               | 13       | 0     |
| Deportivo Cali · Colombia  | 2017             | 1.a              | 10       | 0     | 3        | 2     |                 |                 | 13       | 2     |
| Deportivo Cali · Colombia  | 2018             | 1.a              | 16       | 0     | 2        | 0     | 2               | 0               | 20       | 0     |
| Deportivo Cali · Colombia  | 2019             | 1.a              | 44       | 4     | 7        | 3     | 4               | 0               | 55       | 7     |
| Deportivo Cali · Colombia  | Total            | Total            | 80       | 6     | 12       | 5     | 9               | 0               | 101      | 9     |
| Querétaro · México         | 2022-23          | 1.a              | 16       | 1     |          |       |                 |                 | 16       | 1     |
| Tijuana · México           | 2019-20          | 1.a              | 10       |       | 6        | 1     |                 |                 |          | 1     |
| Tijuana · México           | 2020-21          | 1.a              | 30       | 0     | 0        | 0     |                 |                 | 30       | 0     |
| Tijuana · México           | 2021-22          | 1.a              | 32       | 1     | 0        | 0     |                 |                 | 32       | 1     |
| Tijuana · México           | 2022-23          | 1.a              | 12       | 0     |          |       | 2               | 0               | 14       | 0     |
| Tijuana · México           | 2023-24          | 1.a              | 32       | 6     |          |       |                 |                 | 16       | 6     |
| Tijuana · México           | 2024-25          | 1.a              | 19       | 5     |          |       | 1               | 0               |          |       |
| Tijuana · México           | Total            | Total            | 151      | 12    | 6        | 1     | 3               | 0               | 160      | 13    |
| Total de carrera           | Total de carrera | Total de carrera | 263      | 20    | 24       | 6     | 12              | 0               | 299      | 26    |

### Hat-tricks
| 1 | 10 de marzo de 2024 | Olímpico Universitario, Cd. de México | Pumas - Club Tijuana |  | 3 - 3 | Clausura 2024 |